# Carlo Vizzardelli
Carlo Vizzardelli (* 21. Juli 1791 in Monte San Giovanni Campano; † 24. Mai 1851 in Rom) war ein italienischer Theologe, Hochschullehrer und Kardinal.

## Leben
Er begann seine Ausbildung am Seminar von Veroli und studierte an der Universität La Sapienza in Rom, wo er zum Doctor theologiae wie auch zum Doctor iuris utriusque promoviert wurde. Die Priesterweihe, deren Datum nicht bekannt ist, empfing er in seinem Heimatbistum Veroli. Später war er Professor für Kanonisches Recht an der Universität Bologna und an der Universität La Sapienza. Ab 1829 hatte er eine Reihe von Positionen in der Kurie inne und war Privatkämmerer Seiner Heiligkeit sowie Kanoniker der Basilica Liberiana. Vom 30. Januar 1843 bis zum 24. Juli 1847 war er Sekretär der Kongregation für außerordentliche kirchliche Angelegenheiten.
Papst Pius IX. kreierte Carlo Vizzardelli im Konsistorium vom 17. Januar 1848 zum Kardinalpriester und verlieh ihm am 20. Januar desselben Jahres den roten Hut sowie San Pancrazio als Titelkirche. Er wurde Präfekt der Theologischen Akademie der römischen Universität und war Bevollmächtigter für die Verhandlungen mit dem Großherzog der Toskana, die am 3. März 1848 zur Unterzeichnung eines Konkordats führten. Vom 10. April 1848 bis zu seinem Tod war er Präfekt der Studienkongregation. Als Pius IX. nach Gaeta floh, begleitete Kardinal Vizzardelli den Papst und blieb als Ratgeber an dessen Seite.
Beigesetzt wurde Carlo Vizzardelli in seiner Titelkirche San Pancrazio.